# Axylia brunnea
Axylia brunnea là một loài bướm đêm trong họ Noctuidae.